# Абоский замок
Абоский замок, Замок Турку (швед. Åbo slott, фин. Turun linna) — шведский замок в городе Турку (Финляндия), который приобрёл близкий к современному вид во времена правления Густава Васы.
Замок является одним из самых замечательных государственных средневековых замков Финляндии. Время от времени он играл большую роль в истории Швеции и стран северной Европы. Замок расположен в устье реки Аурайоки. Первоначально шведский король приказал построить, по всей вероятности, в конце XIII века, на месте будущего замка укреплённый лагерь, после того, как Варсинайс-Суоми (юго-западная часть Финляндии) стала частью Шведского королевства. Замок в Средние века и позднее, в XVI веке, в период Ренессанса, неоднократно расширялся.
В начале нового времени в результате изменений, вызванных проходившими в Европе военными событиями, средневековые замки потеряли своё значение. Начиная с конца XVI века, Абоский замок использовался, прежде всего, в качестве тюрьмы и склада. А с конца XIX века в нём располагается музей. Здание было сильно повреждено 25 июня 1941 года в результате бомбардировки советских военно-воздушных сил в ходе Второй мировой войны, но отреставрировано в послевоенное время.
В настоящее время замок Турку входит в число важнейших памятников истории строительства Финляндии. В помещениях замка функционирует городской исторический музей, подведомственный Областному музею Турку. Кроме этого, часовня и ренессансные залы используются для проведения свадеб и других праздничных мероприятий.

## История

### Средние века

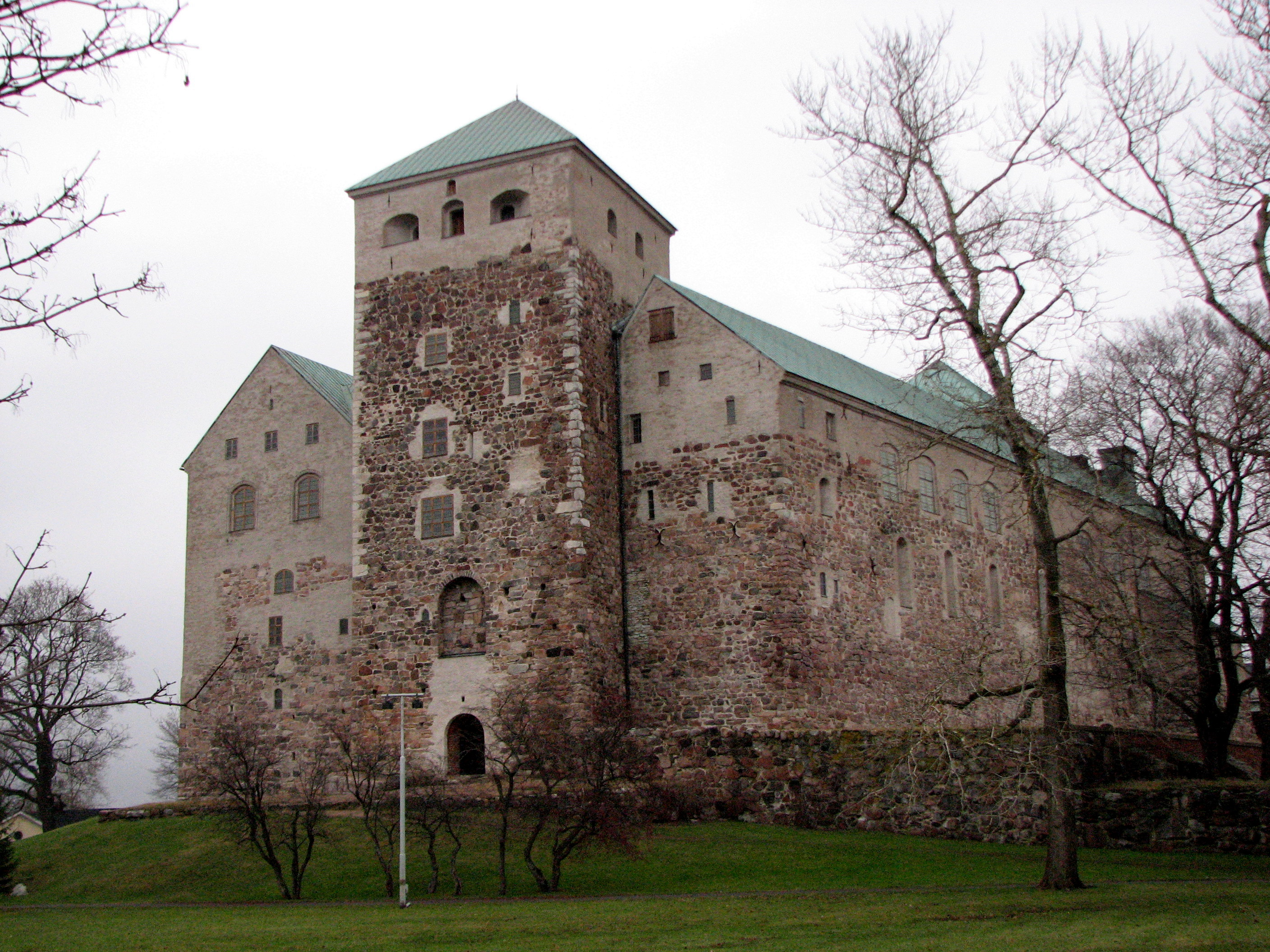
Замок Турку

Замок основан в ходе завоевания Шведским королевством юго-западной Финляндии. Для закрепления за Швецией восточного побережья Ботнического залива (Остроботнии) и дальнейшего расширения державы шведские короли основали средневековые замки, ставшие военными и административными центрами восточных владений: Абоский, Выборгский, Тавастгус, Расеборг и Олафсборг.
В 1280-х годах или начале XIV века в устье реки Аура-Йоки начали строить укреплённые лагеря, предназначенные для наместника короля Швеции и королевских солдат. Возможно, что на этом месте уже раньше находилось деревянное укрепление. Для войн Средневековья сильно укреплённые крепости играли центральную роль, и крепость Турку сначала также начали строить на острове в оборонительных целях. Расположение было хорошим, так как окружение крепости осуществить было трудно, и из крепости можно было следить за движением кораблей в Аура-Йоки, а также поддерживать морское сообщение со Швецией. Кроме этого, особой задачей крепости Турку являлась защита средневекового города Турку, расположенного вокруг кафедрального собора.

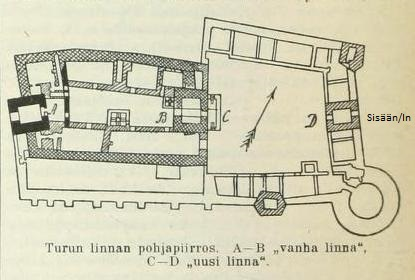
План замка. 1909 год

Археологические исследования и исследования истории строительства указывают на то, что замок Турку на начальных этапах был построен по образцам, полученным из Готланда. Строительным материалом служил серый гранит, а позднее — кирпич. В деталях могли применять также привозимый из Готланда известняк. В XIV—XV веках замок Турку расширяли на разных этапах строительства, особенно во второй половине XV века, в период правления регента Стена Стуре Старшего. Самая старая средневековая часть замка, то есть главная крепость, имеет прямоугольную форму, и в её западном и восточном торцах находятся прочные четырёхугольные башни. Длинные стороны главного замка представляют собой крылья строений высотой в четыре этажа. Двор главного замка закрыт, а в Средние века посредине его находилась промежуточная стена, которая по образцу среднеевропейских крепостей делила замок на части — высшую (дворцовую) и низшую. В XV веке начали строить дополнительно вне главной крепости новое укрепление, получившее название передней крепости.
Крепость Турку, подобно другим средневековым крепостям, была предназначена для использования в военных целях, и в подчинении начальника крепости или королевского наместника находился на службе гарнизон. Помимо этого, замок в Средние века являлся также важным административным центром и, например, короли Швеции, находясь в Финляндии, проживали в замке Турку. Временами, например в XIV веке, когда начальником был Маттиас Кеттильмундсон, в замке проводили также придворную жизнь. Замку Турку, особенно в период Кальмарской унии, приходилось часто становиться ареной внутренних государственных политических раздоров. Самая долгая и известная в истории крепости осада случилась в 1364—1365 годы, когда Альбрехт Мекленбургский со своими военными силами овладел крепостью после более чем восьмимесячной осады, подавив сопротивление верных Магнусу Эрикссону войск.
Замок является не первым в этом регионе. Намного более старое укрепление, контролирующее речное судоходство на реке Аура, «Старый замок» (фин. fi:Liedon Vanhalinna) находился выше по течению на вершине высокого холма (47 м над рекой). Он был захвачен шведами около 1000 года и использовался вплоть до 1370. Потерял своё значение вследствие подъёма суши и появления на реке порогов в Халинен (фин. Halinen). Упоминающийся в 1295 году замок католического епископа в Куусисто (фин. fi:Kuusiston piispanlinna), располагался также на морском острове, но не контролировал устье Ауры и на его оборону нужны были дополнительные силы. После захвата противником он превращался в удобный опорный пункт неприятеля. Это произошло в 1522 году, когда датчане с моря захватили замок. Пушки ещё ранее были увезены в Турку, чтобы поддержать попытки шведов отбить от датчан сам замок Турку. Король Густав I Васа приказал его разобрать в 1528 году. Предположительно, его использовали как строительный материал для передней крепости замка Турку.
Примерно в это время подъём суши соединил окончательно шхеру, на которой был основан замок, с материком. Оборона замка понемногу переносится из главной крепости в переднюю и далее на новые территории. За время существования замка суша поднялась на 3-5 метров.

### Период Ренессанса

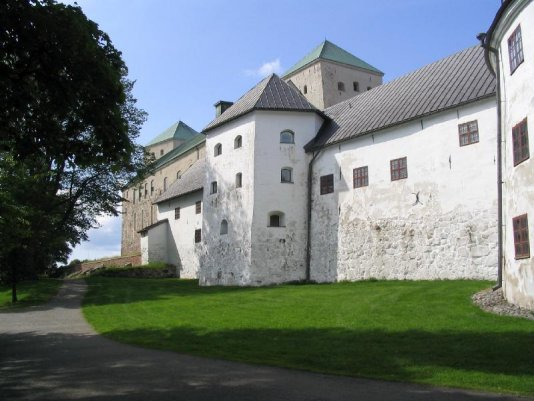
Внешний двор замка, вид с юга

Король Густав I Васа расторг Кальмарскую унию в 1523 году и основал в своей стране наследственную монархию. Густав Васа также часто посещал Абоский замок, и по его инициативе в замке начались широкомасштабные ремонтные работы, а также его расширение. В течение XVI века, например, передний замок, построенный за пределами главного замка, приобрёл современный вид. Передний замок в современном виде представляет собой квадратную группу строений, в северном углу которой находится пятиугольная, в южном крыле — шестиугольная и в центральной части восточной стороны стены — четырёхугольная башни. Кроме этого, в восточном углу переднего замка находится орудийная башня.
В начале нового времени в результате изменений, произошедших в ведении войн, средневековые крепости начали терять своё значение. Также и оборона Абоского замка была перенесена постепенно за пределы средневекового главного замка в передний замок и редуты.
Поскольку главный замок потерял своё первоначальное военное значение, в период правления Густава Васы он был перестроен в жилой дворец в стиле Ренессанса по немецким, испанским и польским образцам: появился новый верхний этаж. Подобным образом в XVI веке перестроены многие важные крепости, например, Кальмарский замок.
Сын Густава Васы, герцог Юхан, позднее король Швеции Юхан III, получил в 1556 году титул герцога Финляндии, и до 1563 года Абоский замок был его резиденцией. После переезда Юхана в Або крепость превратилась в ренессансный дворец — уникальный центр блестящей придворной жизни в Финляндии. Юхан женился на дочери польского короля Катерине Ягеллонке, и с появлением Катерины при дворе герцога Юхана появились международные культурные влияния, особенно времени Ренессанса, из Италии и Польши. Замок в условиях Финляндии являлся мощным учреждением, в котором трудилось 600 человек, из них большая часть — женщины. О герцоге Юхане говорят, что он был правителем, разбирающимся в моде, его умение вести себя вызывало восхищение также за рубежом. В замке проводились великолепные празднества, а на ближайшем острове Руиссало организовывались рыцарские турниры.
Наследник Густава Васы Эрик XIV оказался в напряжённых отношениях со своим братом Юханом. Во время обострения конфликта войска Эрика XIV в 1563 году осадили Абоский замок и взяли в плен герцога с супругой. Так закончился период блестящей придворной жизни в замке. Позже Юхан заточил в замке жену и детей Эрика, в том числе принца Густава Шведского.

### Более поздние этапы истории замка
После XVI века замок начал постепенно приходить в упадок. Особенно разрушительным для главного замка стал пожар 1614 года, вспыхнувший во время визита шведского короля Густава II Адольфа.
В XVII веке передний замок использовался как резиденция наместников Або-Бьёрнеборгского лена. Генерал-губернатор Финляндии, граф Петер Браге, проживал в замке, находясь в Финляндии. После XVII века замок использовался, прежде всего, в качестве склада и губернской тюрьмы. В замке находились, например, королевские зерновое хранилище и винодельня. В XVIII и начале XIX веков в замке располагался арсенал шведской армии, а позднее — казарма шведской королевской шхерной флотилии.

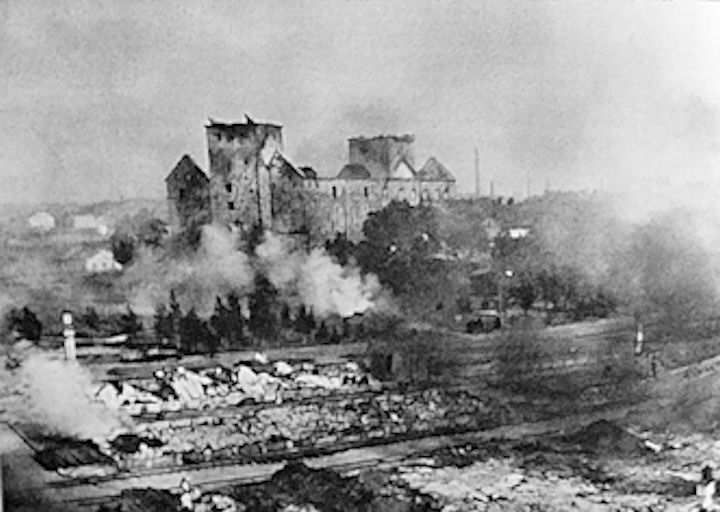
После советской бомбардировки в 1941 году

Начиная с конца XIX века, в замке действует исторический музей города Турку. После того, как Финляндия стала независимой, в замке и окрестностях развернулись обширные историко-археологические исследования. В период Второй мировой войны замок был сильно разрушен в результате воздушных бомбардировок. Особенно разрушительной для замка была бомбардировка советских военно-воздушных сил, случившаяся летом 1941 года в начале советско-финской войны (1941—1944). После окончания Второй мировой войны в замке проведены широкие ремонтные и реставрационные работы, главным ответственным архитектором этих работ был функционалист Эрик Брюггман. Реставрационные работы продолжались с 1946 по 1961 гг. В это же самое время ответственным за проведение исследований по археологии и истории строительства замка являлся государственный археолог Карл Якоб Кардберг. В настоящее время в замке функционирует исторический музей города Турку, подведомственный Окружному музею г. Турку.